# Artagerses
Artagerses war ein Führer der Kadusier.

## Geschichte
Artagerses war laut Plutarch Anführer der Kadusier im Kampf gegen Kyros dem Jüngeren. Nach Aussagen antiker Autoren war Artagerses einer der Kommandeure in der Armee von Artaxerxes II. während der Schlacht bei Kunaxa, 401 v. Chr., als ihm der jüngere Bruder des Königs, Kyros der Jüngere, den persischen Thron streitig machen wollte.